# Shlomo Glickstein
Shlomo Glickstein (hebreo: שלמה גליקשטיין) (Rejovot, 6 de enero de 1958) es un jugador de tenis israelí. En su carrera ha conquistado 2 torneos ATP y su mejor posición en el ranking de individuales fue Nº22 en noviembre de 1982 y en el de dobles fue Nº28 en febrero de 1986.